# Wijken en buurten in Gorinchem
De Nederlandse gemeente Gorinchem is voor statistische doeleinden onderverdeeld in wijken en buurten. De gemeente is verdeeld in de volgende statistische wijken:
- Wijk 01 Gorinchem binnenstad (CBS-wijkcode:051201)
- Wijk 02 Wijdschild (CBS-wijkcode:051202)
- Wijk 03 Lingewijk (CBS-wijkcode:051203)
- Wijk 04 haarwijk (CBS-wijkcode:051204)
- Wijk 05 Stalkaarsen (CBS-wijkcode:051205)
- Wijk 06 Gildenwijk (CBS-wijkcode:051206)
- Wijk 07 Schelluinsestraat (CBS-wijkcode:051207)
- Wijk 08 Avelingen Oost (CBS-wijkcode:051208)
- Wijk 09 Avelingen West (CBS-wijkcode:051209)
- Wijk 10 Molenvliet (CBS-wijkcode:051210)
- Wijk 11 laag Dalem (CBS-wijkcode:051211)
- Wijk 12 Dalem (CBS-wijkcode:051212)
- Wijk 13 Hoog Dalem (CBS-wijkcode:051213)
- Wijk 14 Bedrijventerrein Oost (CBS-wijkcode:051214)
- Wijk 15 Papland (CBS-wijkcode:051215)
- Wijk 16 schotdeuren (CBS-wijkcode:051216)
- Wijk 17 Bedrijventerrein Noord (CBS-wijkcode:051217)
- Wijk 18 Landelijk gebied West (CBS-wijkcode:051218)
- Wijk 19 Landelijk gebied Noord (CBS-wijkcode:051219)
- Wijk 20 Landelijk gebied Oost (CBS-wijkcode:051220)
- Wijk 21 Landelijk gebied Zuid (CBS-wijkcode:051221)

Een statistische wijk kan bestaan uit meerdere buurten. Onderstaande tabel geeft de buurtindeling met kentallen volgens het Centraal Bureau voor de Statistiek (2008):
| CBS-buurtcode | Buurtnaam              | Inwonertal | Opp. totaal (ha) | Opp. land (ha) | Ligging                |
| ------------- | ---------------------- | ---------- | ---------------- | -------------- | ---------------------- |
| BU05120101    | Bovenstad              | 2000       | 38               | 32             | Locatie in de gemeente |
| BU05120102    | Benedenstad            | 3160       | 99               | 55             | Locatie in de gemeente |
| BU05120200    | Wijdschild             | 2040       | 38               | 38             | Locatie in de gemeente |
| BU05120300    | Lingewijk              | 1980       | 60               | 54             | Locatie in de gemeente |
| BU05120403    | Haarwijk West          | 4060       | 61               | 60             | Locatie in de gemeente |
| BU05120404    | Haarwijk Oost          | 2390       | 53               | 50             | Locatie in de gemeente |
| BU05120500    | Stalkaarsen            | 2890       | 72               | 72             | Locatie in de gemeente |
| BU05120600    | Gildenwijk             | 5240       | 78               | 78             | Locatie in de gemeente |
| BU05120700    | Schelluinsestraat      | 170        | 49               | 42             | Locatie in de gemeente |
| BU05120800    | Avelingen Oost         | 60         | 95               | 56             | Locatie in de gemeente |
| BU05120900    | Avelingen West         | 30         | 129              | 79             | Locatie in de gemeente |
| BU05121000    | Molenvliet             | 60         | 100              | 94             | Locatie in de gemeente |
| BU05121105    | Laag Dalem I           | 2440       | 35               | 35             | Locatie in de gemeente |
| BU05121106    | Laag Dalem II          | 2960       | 39               | 38             | Locatie in de gemeente |
| BU05121107    | Laag Dalem Oost        | 2900       | 36               | 34             | Locatie in de gemeente |
| BU05121108    | Laag Dalem Zuid        | 780        | 53               | 52             | Locatie in de gemeente |
| BU05121200    | Dalem                  | 890        | 28               | 28             | Locatie in de gemeente |
| BU05121300    | Hoog Dalem             | 80         | 98               | 98             | Locatie in de gemeente |
| BU05121409    | Linge                  | 20         | 53               | 42             | Locatie in de gemeente |
| BU05121410    | Oost I                 | 0          | 37               | 37             | Locatie in de gemeente |
| BU05121411    | Oost II                | 0          | 57               | 55             | Locatie in de gemeente |
| BU05121500    | Papland                | 80         | 72               | 60             | Locatie in de gemeente |
| BU05121600    | Schotdeuren            | 60         | 77               | 76             | Locatie in de gemeente |
| BU05121700    | Bedrijventerrein-Noord | 20         | 69               | 69             | Locatie in de gemeente |
| BU05121800    | Landelijk gebied-West  | 80         | 158              | 158            | Locatie in de gemeente |
| BU05121900    | Landelijk gebied-Noord | 10         | 146              | 145            | Locatie in de gemeente |
| BU05122000    | Landelijk gebied-Oost  | 50         | 223              | 191            | Locatie in de gemeente |
| BU05122100    | Landelijk gebied-West  | 20         | 142              | 66             | Locatie in de gemeente |